# Kraubath an der Mur
Kraubath an der Mur est une commune autrichienne du district de Leoben en Styrie.